# Fatima Mernissi
Fatima Mernissi (în arabă فاطمة مرنيسي, transliterat: Fāṭima Marnīssī; n. 28 septembrie 1940, Fès, Regiunea Fès-Boulemane, Maroc – d. 30 noiembrie 2015, Rabat, Maroc) a fost scriitoare, sociolog, profesor universitar si feministă marocană. S-a născut pe data de 27 septembrie 1940, la Fez, în Maroc și a murit pe 30 noiembrie 2015, la Rabat, în Maroc.

## Primii ani din viață
Fatima Mernissi s-a născut într-o familie înstărită, de clasă mijlocie, care se ocupa cu agricultura și, spre deosebire de majoritatea femeilor din vremea sa, care trăiau în sărăcie și erau analfabete, ea a avut parte de unele beneficii, prin prisma situației materiale a familiei sale. Cu toate acestea, proveniența și privilegiile de care a avut parte datorită poziționării familiei sale în clasa socială mijlocie nu au privat-o de tratamentul riguros al tatălui său conservator și din traiul într-un harem formal din care cu greu are scăpare, în timpul ocupației franceze în Maroc.

## Educația
A primit o educație la nivel înalt iar parcursul său intelectual a fost unul impresionant, începând cu Școala coranică, acolo unde a primit educația primară într-o școală înființată de mișcarea naționalistă. Mai apoi a urmat cursurile Universității Muhammad V din Rabat, acolo unde a obținut o diplomă în sociologie în anul 1965, a obținut inclusiv o bursă de studii la Universitatea din Sorbona iar mai apoi s-a mutat în Statele Unite ale Americii pentru a-și obține doctoratul în sociologie, la Universitatea Brandeis din statul Massauchisetts, cu lucrarea: The Effects of Modernization on the Male-Female Dynamics in a Muslim Society. După studiile în străinătate a revenit în Maroc, unde a ocupat funcția de profesor de sociologie la Universitatea Muhammad V, dar a predat temporar și la universități numeroase din SUA și Europa, printre care Harvard sau Universitatea din California, Berkley. Studiile în universități de prestigiu din străinătate i-au permis să acumuleze cunoștințe de o gamă variată, să își lărgească orizonturile cu privire la imaginea Occidentului asupra Orientului și asupra condiției femeii, acesta fiind principalul subiect care o interesează și pe care se bazează lucrările sale.

## Cariera
Fatima Mernissi a fost una dintre cele mai importante voci feministe din lumea arabă iar influența ei s-a extins dincolo de granițele propriei țări, fiind cunoscută în cercurile feministe pentru implicarea în dezbaterile publice despre statutul și problemele femeilor musulmane la nivel internațional, lucru ce s-a observat și în operele sale în subiectul cărora se concentrează identitatea de gen, organizarea socio-politică și statutul femeilor în islam în special în societatea și cultura marocane. Concentrarea ei specială este însă societatea și cultura marocane. Ca feministă, munca ei reprezintă o încercare de a submina sistemele ideologice și politice care reduc la tăcere și opresc femeile musulmane.
Autobiografia sa, Dreams of Trespass: Tale of a Harem Girlhood, se concentrează pe tema femeilor arabe. Fatima Mernissi apără imaginea femeilor arabe și detronează conceptele eronate ale Occidentului legate de acestea. Explică diferența dintre percepțiile occidentalilor despre ceea ce înseamnă harem, care în viziunea lor este asociat cu erotismul, și ceea ce este haremul de fapt.
Concepțiile Occidentului cu privire la femeile arabe creează o imagine negativă globalizată a femeii arabe care sunt, în viziunea acestuia, supuse, lipsite de libertate și de drepturi iar Fatima Mernissi vine în apărarea femeilor din lumea sa pentru a răsturna această imagine eronată și pentru a demonstra contrariul: acela că femeile arabe nu sunt deloc slabe, ba chiar au puterea de a schimba lucruri și nu este corect să se generalizeze o imagine pentru toate femeile din lumea arabă întrucât statul fiecăreia diferă în funcție de țară, regiune și de experiențele personale. Fatima Mersinni se folosește de imaginea femeilor din haremul familiei sale pentru a demonstra calitățile femeilor arabe, care din contră, sunt foarte puternice întrucât trebuie să se lupte pentru a-și câștiga un loc într-o societate în care puterea masculină domină chiar și din interiorul unei structuri de harem.Fatima Mernissi nu se poziționează numai în contra concepțiilor occidentalilor legate de femeile arabe ci și a fundamentaliștilor din lumea arabă care au o viziune conservatoare asupra femeilor și refuză orice gândire modernă pe motiv că este coruptă, venită din Occident și asta ar destructura societatea arabă islamică. Pentru a combate această idee, Mernissi susține că tocmai fundamentaliștii sunt cei care, cu gândirea lor, îi limitează puterea femeii arabe, când în realitate, Islamul este religia care a oferit mai multe drepturi femeii decât orice altă religie. 

## Opere reprezentative
Viața în cadrul haremului a influențat foarte mult scrierile Fatimei. La începutul anilor 1990, ea a publicat Dreams of Trespass: Tales of a Harem Girlhood, o autobiografie.
Pe lângă această relatare personală, alte teme ale lucrărilor sale sunt: viața haremului sau studiile de gen.
- Beyond the Veil: Male-Female Dynamics in Modern Muslim Society a fost prima și cea mai cunoscută lucrare a ei. Scrisă în engleză și publicată în 1975, compară concepțiile occidentale și islamice despre sexualitate și feminitate.
- Le Maroc raconté par ses femmes sau Doing Daily Battle în ediția engleză, este o altă lucrare a Fatimei Mernissi, publicată în Maroc în 1983 și se bazează pe o serie de interviuri realizate cu 11 femei marocane din diferite clase sociale care vorbesc despre problemele personale și economice cu care se confruntă.
- În The Veil and the Male Elite: A Feminist Interpretation of Islam , Fatima vorbește despre femeile din islamul timpuriu și despre drepturile femeilor din acea perioadă. https://web.archive.org/web/20140723090531/http://www.wisemuslimwomen.org/muslimwomen/bio/fatema_mernissi/

Pe lângă aceste lucrări, Fatima a mai scris:
- Islam and democracy: fear of the modern world (1992)
- Scheherazade Goes West: Different Cultures, Different Harems (2002)
- Women and Islam: An Historical and Theological Inquiry (1993)
- The Harem Within (1994)
- Dreams of Trespass: Tales of a Harem Girlhood (1999) (Google. Dreams of Trespass[17]

## Premii
Fatima Mernissi a primit pe data de 7 mai 2003 miercuri, 7 mai, Premiul Prințului Asturiei pentru Litere, un premiu acordat în fiecare an de Fundația Prințul de Asturias, prezidată de Prințul Felipe de Asturias, moștenitorul Coroanei Spaniei.
Aceasta a fost premiată pentru întreaga sa carieră și pentru opera litară generoasă în care a abordat subiecte curajoase mai ales în apărarea femeilor atât din Maroc cât și din lumea arabă. 
Ca sociolog, s-a remarcat prin înființarea așa numitei „Caravane Civique” împreună cu Jamila Hasssoune Arhivat în 27 mai 2022, la Wayback Machine. în anul 1999, ce consta într-un grup de intelectuali marocani care aveau ca scop comun educarea femeilor din mediul rural marocan. Mernissi a spus: „În 1001 de nopți, covoarele zburătoare sunt normale. Eu, visez la o bibliotecă zburătoare.” Hassoune a început prima ei Caravane du Livre în 1996, ducând cutii de cărți la școlile rurale din munții Atlasului Înalt ai Marocului. Caravane du Livre mai există și astăzi, Jamila Hassoune realizând activitîți umanitare în satele de munte marocane îndepărtate sau în oaze îndepărtate, toate având ca scop asigurarea contactul tinerilor de acolo cu scriitori, artiști și jurnaliști din zonele metropolitane. 